# HD201433
HD201433 — подвійна зоря, що знаходиться у сузір'ї Лебедя.
Ця подвійна система має видиму зоряну величину в смузі V приблизно 5,7.
Вона розташована на відстані близько 443,8 світлових років від Сонця.

## Подвійна зоря
Головна зоря цієї системи належить до хімічно пекулярних зір й має спектральний клас B9. В той же час інша компонента має спектральний клас A2.

## Фізичні характеристики
Зоря HD201433 обертається 
порівняно повільно 
навколо своєї осі. Проєкція її екваторіальної швидкості на промінь зору становить  Vsin(i)= 18км/сек.
Телескоп Гіппаркос зареєстрував фотометричну змінність  даної зорі з періодом    1,43 доби в межах від  Hmin= 5,63 до  Hmax= 5,55.